# Драколимни

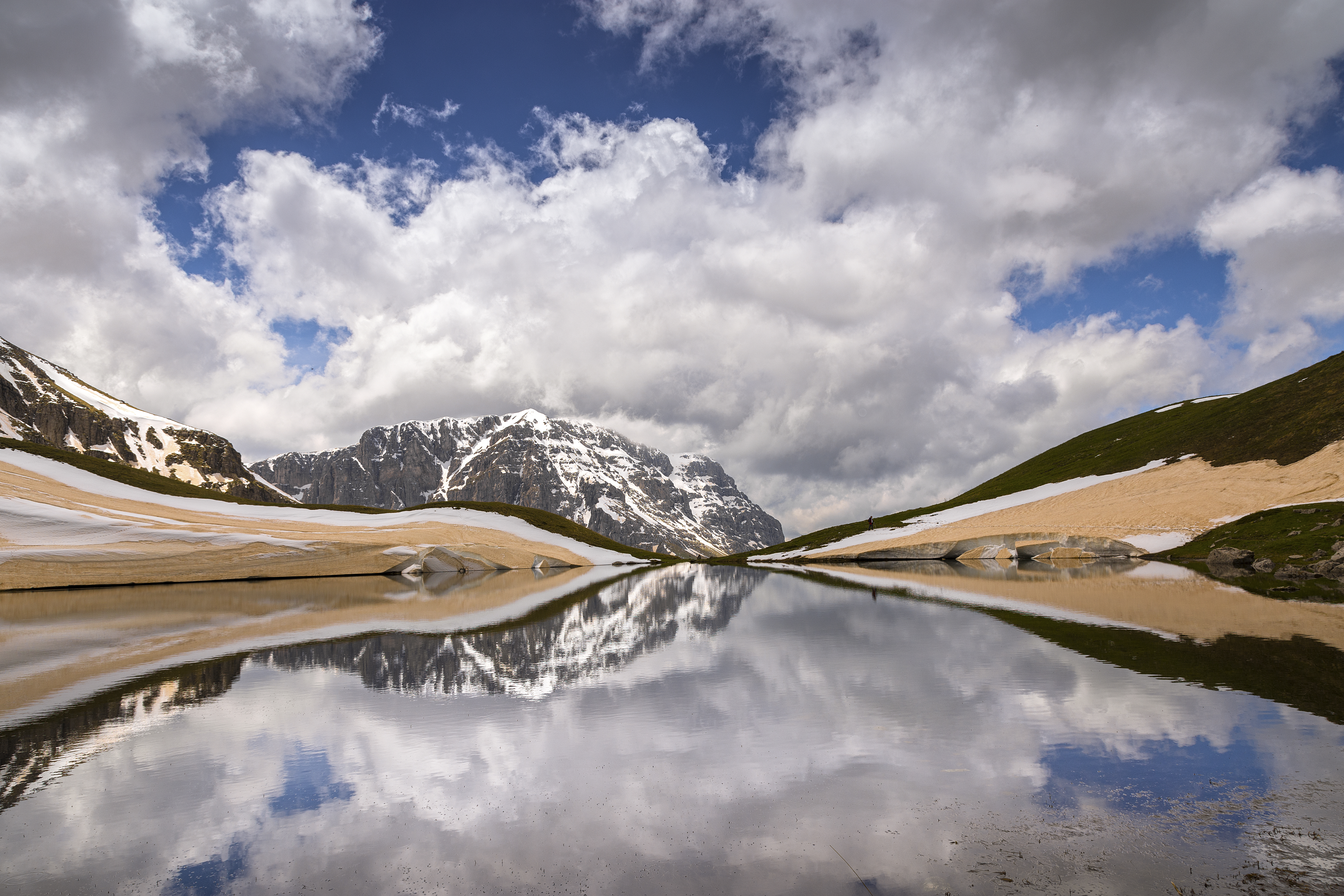

Драколимни (греч. Δρακολίμνη) — название нескольких озёр альпийского типа в Греции: на склонах Тимфи и Змоликас.
Согласно рассказам местных жителей, в древности эту местность населяли драконы, которые воевали друг с другом, бросая сосны и скалы; таким образом создался своеобразный ландшафт, а озеро получило название Драколимни, что в переводе с греческого означает Озеро дракона.
Драколимни на Тимфи расположено на высоте более 2000 м, максимальная глубина озера — 4,95 м, а его поверхность покрывает 1 га. Дракомилни на Змоликасе расположено на западном склоне гряды. Гора Змоликас расположена в нескольких километрах от Тимфи, они отделены друг от друга рекой Аоос.
Озеро Драколимни является частью национального парка Греции Викос-Аоос.